# جون فلينت
جون فلينت (بالإنجليزية: John Flint)‏ هو مصرفي وكبير الإداريين التنفيذيين بريطاني، ولد في 1968 في يوركشاير في المملكة المتحدة.